# Кілімани
Кілімани (пол. Kilimany, нім. Lipniak, 1938-45:Friedrichshagen) — село в Польщі, у гміні Розоги Щиценського повіту Вармінсько-Мазурського воєводства.
Населення — 43 особи (2011).

## Демографія
Демографічна структура станом на 31 березня 2011 року:
|          | Загалом | Допрацездатний вік | Працездатний вік | Постпрацездатний вік |
| -------- | ------- | ------------------ | ---------------- | -------------------- |
| Чоловіки | 18      | 3                  | 13               | 2                    |
| Жінки    | 25      | 11                 | 12               | 2                    |
| Разом    | 43      | 14                 | 25               | 4                    |